# Balatan
Balatan è una municipalità di Quinta classe delle Filippine, situata nella Provincia di Camarines Sur, nella Regione del Bicol.
Balatan è formata da 17 barangay:
- Cabanbanan
- Cabungan
- Camangahan (Caorasan)
- Cayogcog
- Coguit
- Duran
- Laganac
- Luluasan
- Montenegro (Maguiron)
- Pararao
- Pulang Daga
- Sagrada Nacacale
- San Francisco
- Santiago Nacacale
- Siramag (Pob.)
- Tapayas
- Tomatarayo